# Connie Converse
Elizabeth Eaton Converse (3 de agosto de 1924-desaparecida en agosto de 1974), conocida profesionalmente como Connie Converse, fue una cantante, compositora y música estadounidense, activa en la ciudad de Nueva York en los años 1950. Su trabajo se encuentra entre los registros más antiguos conservados de una cantautora y compositora de música.
Converse dejó su casa en 1974 supuestamente en busca de una nueva vida, y nunca se la volvió a ver. Su música fue en gran parte desconocida hasta que fue presentada en 2004 en un programa radiofónico y publicada en el álbum How Sad, How Lovely en marzo de 2009.

## Biografía

### Primeros años
Converse nació en Laconia, Nuevo Hampshire en 1924. Se crio en Concordia, Nuevo Hampshire como la hija mediana en una estricta familia baptista; su padre era ministro en la iglesia y su madre era "musical", según el historiador de música David Garland. Converse asistió al Instituto de Concordia, donde fue la mejor estudiante de su promoción y ganó ocho premios académicos, incluyendo una beca académica para la Mount Holyoke University en Massachusetts. Después de dos años de estudio, dejó Mount Holyoke y se mudó a Nueva York.

### Carrera
Durante los años 1950, Converse trabajó en la impresión en la Academy Photo Offset en Nueva York en el distrito Flatiron. Primero vivió en Greenwich Village, después en Hell's Kitchen y Harlem. Se hacía llamar Connie, un apodo que había adquirido en Nueva York. Empezó a escribir canciones y entonarlas para amigos, acompañándolas de guitarra. Empezó a fumar durante este tiempo y a beber; lo que era fuertemente contrario a su crianza religiosa. Posiblemente como resultado, sus padres rechazaron su carrera en la música, y su padre nunca la oyó cantar antes de su muerte.
Solo se conoce una actuación pública de Converse, una breve aparición televisiva en 1954 en The Morning Show en la CBS con Walter Cronkite, que el artista gráfico Gene Deitch había ayudado a organizar. Para 1961 (el mismo año en que Bob Dylan se mudó a Greenwich Village y pronto conoció gran éxito), Converse se había frustrado tras intentar infructuosamente vender su música en Nueva York. Aquel año, se mudó a Ann Arbor, Míchigan, donde su hermano Philip era profesor de Ciencias políticas en la Universidad de Míchigan. Converse trabajó como secretaria, y después como escritora y editora gerente de la revista Journal of Conflict Resolution en 1963. Con su traslado a Míchigan, dejó de escribir canciones nuevas.

## Vida personal
Converse era muy privada sobre su vida personal. Según Deitch, respondía a cuestiones sobre su vida personal con escuetos "sí" o "no". Tanto Deitch como el hermano de Connie, Philip, dijeron que era posible que pudiera haber sido lesbiana, aunque ella nunca confirmó o negó esta idea. Su sobrino, Tim Converse, dijo que no hay ninguna evidencia de que hubiera llegado a implicarse en relación romántica alguna. Su familia notó que Connie empezó a fumar y beber más fuertemente hacia el final de su tiempo viviendo en Míchigan.

## Desaparición
Hacia 1973, Converse estaba quemada y deprimida. Las oficinas de Journal of Conflict Resolution, que significaban mucho para ella, dejaron Míchigan por Yale a finales de 1972, después de ser "subastadas" sin su conocimiento. Colegas y amigos de Converse juntaron su dinero para obsequiarle un viaje de seis meses a Inglaterra con la esperanza de mejorar su ánimo, pero fue en vano. Su madre solicitó que se uniera a ella en un viaje a Alaska, y Converse aceptó a regañadientes. Su descontento con el viaje parece haber contribuido a su decisión de desaparecer. Por entonces, los doctores informaron a Converse que necesitaba una histerectomía, y la información la dejó devastada.
En agosto de 1974, Converse escribió una serie de cartas a sus familiares y amigos, hablando sobre su intención de hacer una vida nueva en algún otro lugar. Escribió, "Déjame ir. Déjame ir si puedo. Déjame no ser si no puedo. [...] La sociedad humana me fascina y me asombra y me llena de alegría y de dolor; simplemente no puedo encontrar mi lugar para conectar." Con su carta a Philip, Converse incluyó un cheque y una petición de que se asegure de que su seguro de salud sea pagado y esté en regla durante cierto periodo de tiempo desde su marcha, pero que deje de pagar la póliza en una fecha determinada.
Se esperaba que estuviera en un viaje anual que solía hacer a un lago, pero cuando las cartas fueron entregadas, había empaquetado sus pertenencias en su Volkswagen Escarabajo y se había ido, para nunca ser vuelta a ver. Varios años después, alguien dijo a su hermano Philip que había visto en una guía telefónica una "Elizabeth Converse" en Kansas u Oklahoma, pero no siguió ese supuesto indicio. Aproximadamente diez años después de su desaparición, la familia contrató un detective privado con la esperanza de encontrarla. El detective dijo a la familia, sin embargo, que incluso si la encontraba, al ser una desaparición voluntaria, él no podría traerla. Desde ese momento, su familia respetó su decisión, y cesó cualquier búsqueda. Philip sospecha que se  suicidó —específicamente piensa que pudo haber conducido su coche deliberadamente al agua, en un lago o río— pero su destino real se desconoce.

## Legado
En enero de 2004, Deitch— por entonces con 80 años y viviendo en Praga desde 1959— fue invitado por el historiador de la música de Nueva York David Garland a aparecer en su programa radiofónico de la WNYC Spinning on Air. Deitch tocó algunas de las grabaciones de Converse que había hecho en un magnetófono, incluyendo su canción, "One by One". Dos de los oyentes de Garland, Dan Dzula y David Herman, se inspiraron para seguir buscando registros adicionales de Converse. Encontraron dos fuentes para la música de Converse: la colección de Deitch en Praga, y un archivador en Ann Arbor que contenía grabaciones que Converse había enviado a Philip a finales de los años 1950. En marzo de 2009, How Sad, How Lovely, con 17 canciones de Converse, fue lanzado por Lau derette Records. Aquel mismo mes, Spinning on Air retransmitió un especial de una hora sobre la vida y música de Converse. Garland también exploró el misterio que rodea su desaparición con grabaciones de Philip Converse y lecturas de sus cartas por la actriz Amber Benson.
En 2015, How Sad, How Lovely fue lanzado en vinilo por Squirrel Thing Recordings, en sociedad con Captured Tracks. El álbum recibió críticas favorables, incluyendo del crítico musical de Los Angeles Times Randall Roberts.”
Aparte de su aparición en 1954 en The Morning Show y la interpretación de su música en 1961 por la cantante de folk Susan Reed en el Kaufmann Concert Hall en Nueva York, el trabajo de Converse permaneció desconocido para el público hasta su reaparición en 2004. Desde el lanzamiento en 2009 de su álbum, sin embargo, su vida y música han sido tema de reportajes de interés alrededor del mundo. Además del misterio que rodea su desaparición, muchos de los artículos inciden en el contenido y estilo de su obra— y la posibilidad de que pueda ser la intérprete más temprana como cantautora. Según Garland, "Converse escribió y cantó en los años 1950, mucho antes de que cantante y compositor fuera una categoría reconocida  o estilo. Pero todo lo que valoramos en los cantautores hoy— perspectiva personal, perspicacia, originalidad, empatía, inteligencia, el humor irónico— era abundante en su música." Otros citan la experiencia femenina a menudo explorada en sus letras, así como los temas de la sexualidad y el individualismo encontrados en sus canciones, como la razón de que la música de Converse era adelantada a su tiempo.
La vida y obra de Converse han servido de inspiración para trabajos artísticos contemporáneos numerosos, incluyendo un obra de Howard Fishman, que también produjo el álbum Connie's Piano Song que presenta la música escrita pero nunca grabada por Converse. Otros trabajos inspirados en Converse incluyen la pieza de baile moderna "Empty Pockets" de John Heginbotham, que actuó en el Miller Teather en 2015; el tributo "Roving Woman" del cantante británico Nat Johnson; así como actuaciones tributo por Jean Rohe y Diane Cluck durante el especial 25 aniversario de Spinning on the Air.
En 2014, la directora Andrea Kannes exploró la vida y desaparición misteriosa de Converse en el cortometraje We Lived Alone: The Connie Converse Documentary.
En 2017, Tzadik Records publicó Vanity of Vanities: A Tribute to Connie Converse, presentando grabaciones nuevas de sus canciones por los intérpretes Mike Patton, Karen O y Laurie Anderson.

## Discografía
- How Said, How Lovely (2009)
- Connie's Piano Songs (2014) (escritas por Converse; cantadas por otros)
- How Said, How Lovely (2015)

## Publicaciones
- Converse, Elizabeth, "A Posteditorial", Journal of Conflict Resolution nº 16 (1972), 617-619.
- Converse, Elizabeth, "The War of All against All: A review of The Journal of Conflict Resolution, 1957-1968", Journal of Conflict Resolution nº 12 (1968), 471-532.